# Найбільша цінність
«Найбільша цінність» (англ. The Greatest Asset) — науково-фантастичне оповідання американського письменника Айзека Азімова, вперше опубліковане у січні 1972 в журналі Analog. Увійшло до збірки «Купуємо Юпітер та інші історії» (1975).
Написане на ту саму тему, що і оповідання «2430 A.D.», але не ілюструє, а спростовує цитату Д. Б. Прістлі:
|  | Від півночі до світанку, коли не приходить сон і старі рани починають боліти, до мене часто приходить кошмар бачення майбутнього світу, в якому існують мільярди людей, все пронумеровані і зареєстровані, без проблиску оригінальних думок чи цікавих особистостей, на всій земній кулі. |

## Сюжет
Дія відбувається на Землі в майбутньому, де екологія є повністю контрольованою і збалансованою. Генеральний секретар екології Іно Адраст контролює всю екологію за допомогою комп'ютерів. Його відвідує журналіст Яе Марлі, якому він розповідає, що його місія полягає в підписуванні директив, що вироблені комп'ютерами.
Марлі стає зустрічі між Адрастом та Лу Тансонія, науковцем з колонії Місяця, чий план наукових досліджень створення штучних екологічних систем було відхилено комп'ютерами.
Після того, як Тансонія пояснює свій план, Адраст схвалює його всупереч рекомендації комп'ютерів. Марлі здогадується, що не випадково став свідком цієї зустрічі. Адраст пояснює Марлі, що його загальне-відоме висловлювання «Найбільша цінність людства — збалансована екологія» є спотвореним скороченням від оригінального «Найбільша потреба людства — збалансована екологія. Найбільша цінність людства — оригінальність думок». Бо оригінальність думок є необхідною умовою «щоб бути людиною, а це є більш важливим, ніж просто жити». Марлі розуміє, що Адраст влаштував цю зустріч, щоб виправити помилку у своїй цитаті.